# Campionati statunitensi di sci alpino 1991
I Campionati statunitensi di sci alpino 1991 si svolsero a Crested Butte; furono assegnati i titoli di discesa libera, supergigante, slalom gigante, slalom speciale e combinata, sia maschili sia femminili.
Trattandosi di competizioni valide anche ai fini del punteggio FIS, vi parteciparono anche sciatori di altre federazioni, senza che questo consentisse loro di concorrere al titolo nazionale statunitense.

## Risultati

### Uomini

#### Discesa libera
| Pos. | Atleta    | Nazione     |
| ---- | --------- | ----------- |
| 1    | A J Kitt  | Stati Uniti |
| 2    | Tommy Moe | Stati Uniti |
| 3    | Eric Keck | Stati Uniti |

#### Supergigante
| Pos. | Atleta           | Nazione     |
| ---- | ---------------- | ----------- |
| 1    | A J Kitt         | Stati Uniti |
| 2    | Todd Kelly       | Stati Uniti |
| 3    | Toni Standteiner | Stati Uniti |

#### Slalom gigante
| Pos. | Atleta         | Nazione |
| ---- | -------------- | ------- |
| 1    | Alain Feutrier | Francia |
| 2    | David Prétot   | Francia |
| 3    | Luca Pesando   | Italia  |
| 4    | ?              | ?       |
| 5    | ?              | ?       |
| 6    | ?              | ?       |

#### Slalom speciale
| Pos. | Atleta     | Nazione     |
| ---- | ---------- | ----------- |
| 1    | Joe Levins | Stati Uniti |
| 2    | Brad King  | Canada      |
| 3    | Tim Hanson | Stati Uniti |
| 4    | ?          | ?           |

#### Combinata
| Pos. | Atleta     | Nazione     |
| ---- | ---------- | ----------- |
| 1    | Joe Levins | Stati Uniti |
| 2    | ?          | ?           |
| 3    | ?          | ?           |

### Donne

#### Discesa libera
| Pos. | Atleta         | Nazione     |
| ---- | -------------- | ----------- |
| 1    | Megan Gerety   | Stati Uniti |
| 2    | Julie Parisien | Stati Uniti |
| 3    | Picabo Street  | Stati Uniti |

#### Supergigante
| Pos. | Atleta         | Nazione     |
| ---- | -------------- | ----------- |
| 1    | Julie Parisien | Stati Uniti |
| 2    | Wendy Fisher   | Stati Uniti |
| 3    | Megan Gerety   | Stati Uniti |

#### Slalom gigante
| Pos. | Atleta         | Nazione     |
| ---- | -------------- | ----------- |
| 1    | Eva Twardokens | Stati Uniti |
| 2    | Wendy Fisher   | Stati Uniti |
| 3    | Heidi Voelker  | Stati Uniti |

#### Slalom speciale
| Pos. | Atleta         | Nazione     |
| ---- | -------------- | ----------- |
| 1    | Eva Twardokens | Stati Uniti |
| 2    | Wendy Fisher   | Stati Uniti |
| 3    | Andreja Rojs   | Slovenia    |
| 4    | ?              | ?           |

#### Combinata
| Pos. | Atleta       | Nazione     |
| ---- | ------------ | ----------- |
| 1    | Wendy Fisher | Stati Uniti |
| 2    | ?            | ?           |
| 3    | ?            | ?           |